# Trot
Pour les articles homonymes, voir trot (homonymie).
Chez certains quadrupèdes, le trot est une allure sautée, symétrique, à deux temps égaux, par bipèdes diagonaux. Cette allure correspond à environ 14 kilomètres par heure chez le cheval de selle.

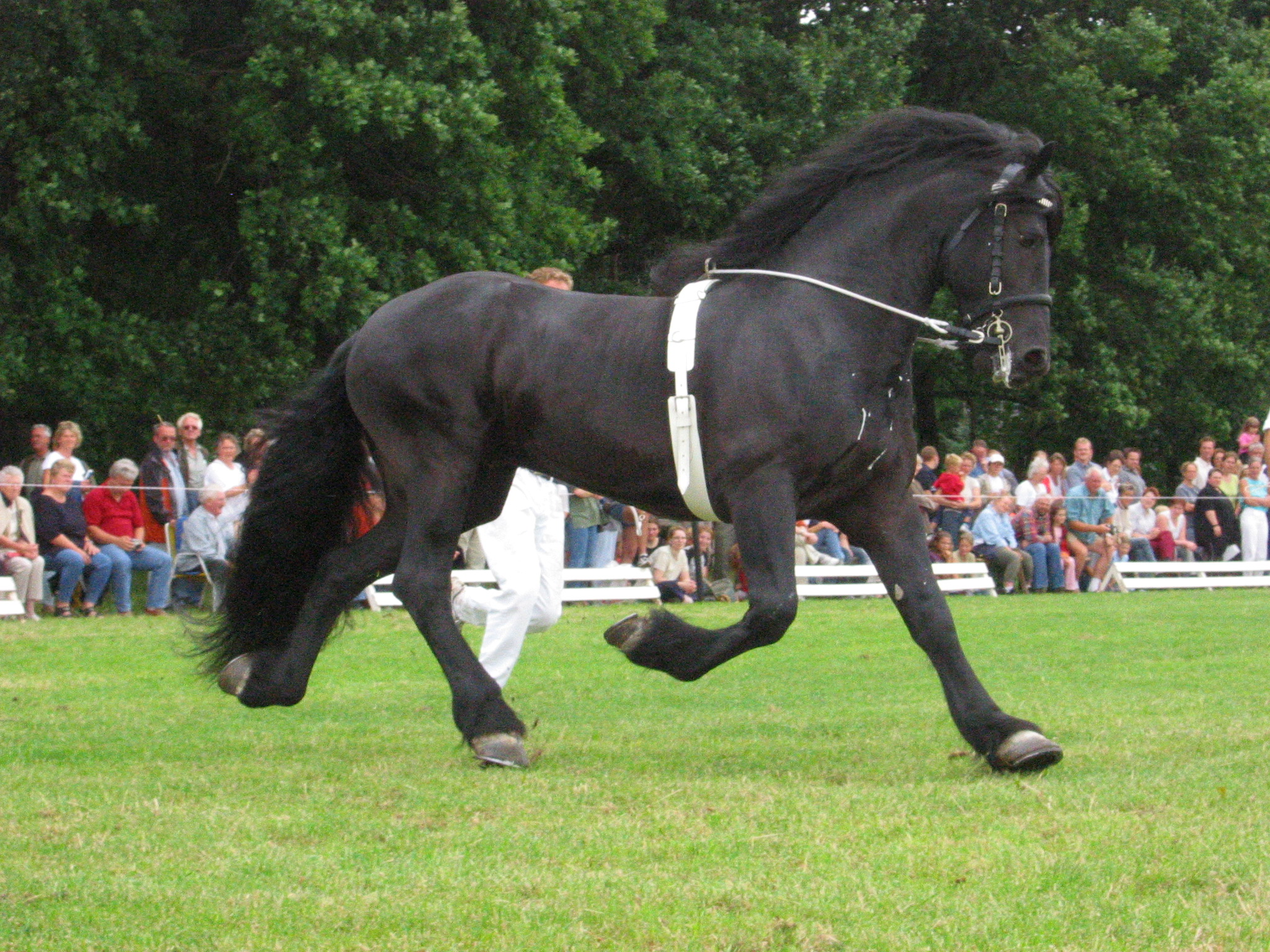
Trot.

## Le mécanisme du trot

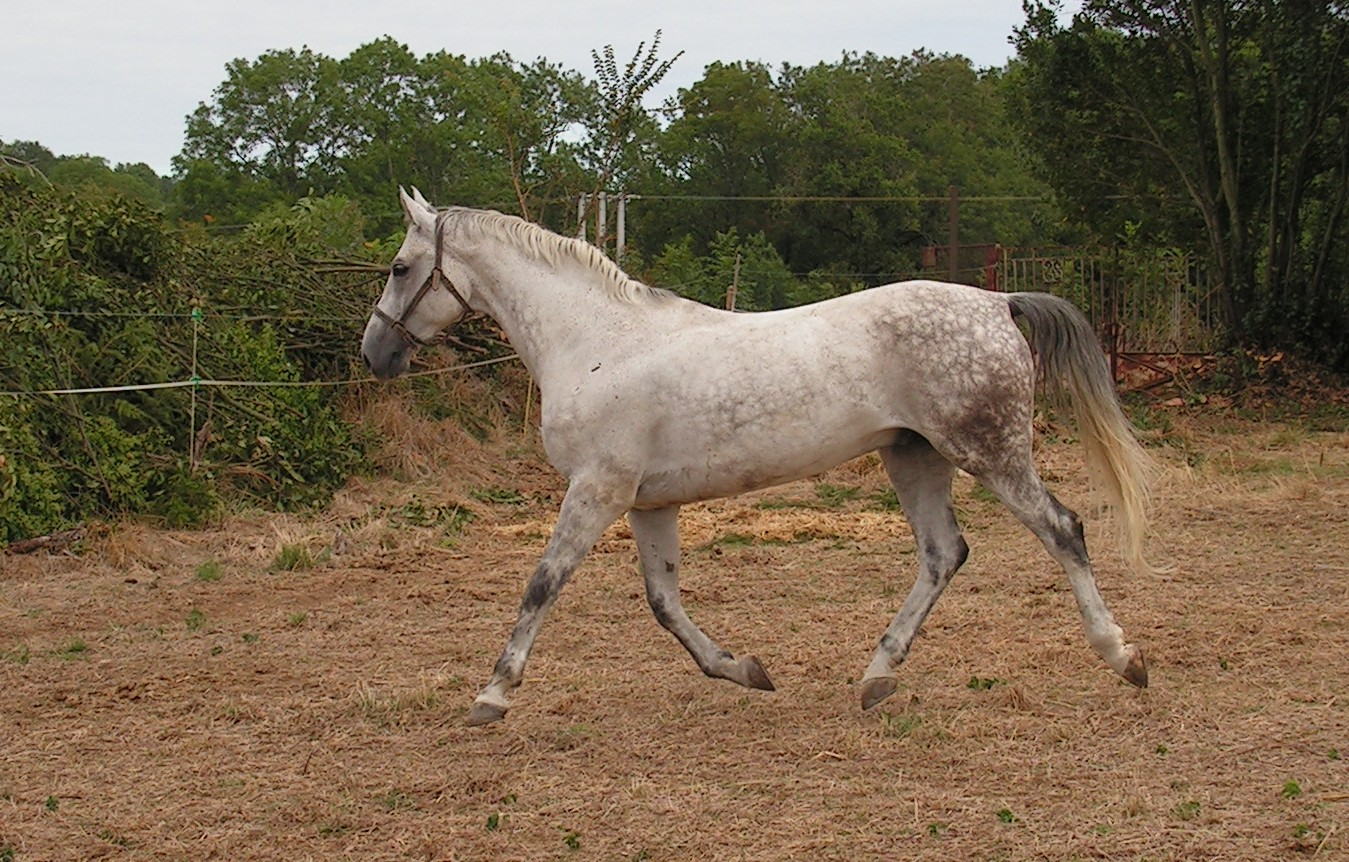
Projection au trot : aucun pied ne touche le sol.

Le trot est une allure dite à 2 temps :
- Le 1er temps correspond au poser d'un bipède diagonal (antérieur droit et postérieur gauche levés par exemple) + un moment de projection
- Le 2e temps  correspond au poser de l'autre bipède diagonal (antérieur gauche et postérieur droit levés) + le moment de projection.

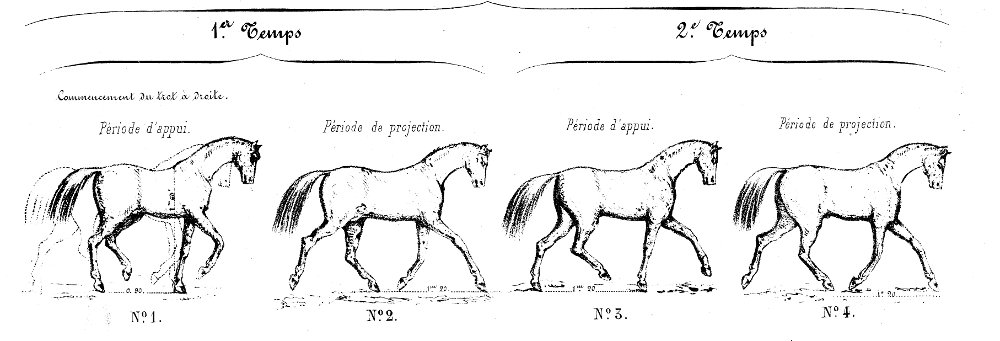
Le mécanisme du trot (Atlas de la méthode de haute école de Raabe, éd. 1863).

Chez certains chevaux, la projection est si puissante qu'ils ont les quatre membres loin du sol. Une très forte suspension au trot est recherchée en dressage.

## L'équitation du trot

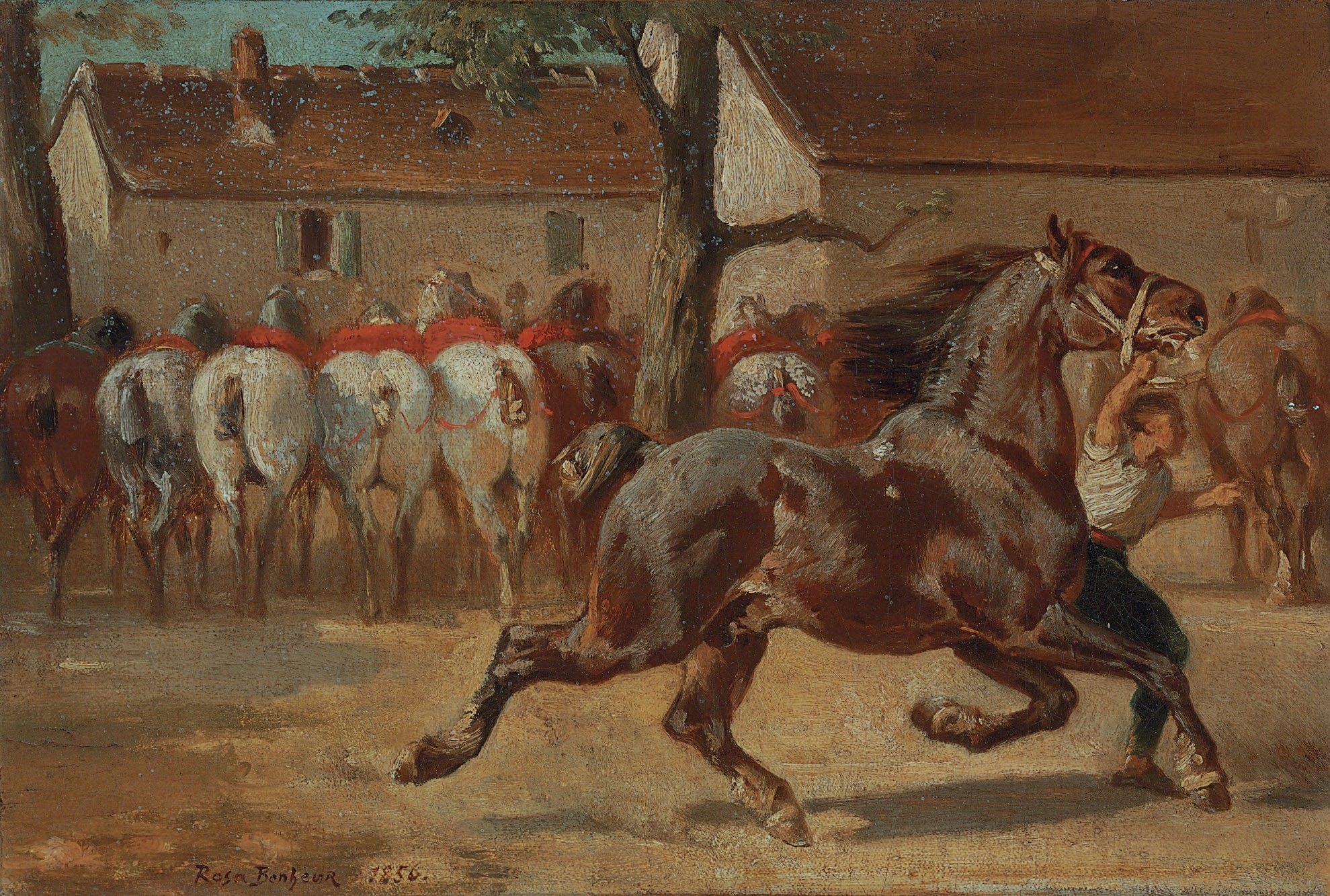
Cheval au trot, 1856,
Rosa Bonheur,
collection privée, vente 2010.

### Le trot assis
Au trot assis, le cavalier reste assis dans sa selle. Son corps suit les mouvements du cheval en souplesse. Cette façon de trotter est préférée en dressage car elle permet une plus fine relation avec sa monture, et les jambes, épousant étroitement le corps du cheval, agissent plus efficacement.
Voir aussi : Vidéo d'un trot assis.

### Le trot enlevé
Au trot enlevé, le cavalier se lève en prenant appui dans ses étriers un temps sur deux. Cette façon de trotter est utilisée par la plupart des cavaliers car elle est moins fatigante pour le dos du cheval et plus confortable pour le cavalier.

#### Changement de bipède diagonal
Lorsque le cavalier s'assoit un temps sur deux au trot, il surcharge de ce fait toujours le même bipède. Afin d'équilibrer cette charge et développer une musculature harmonieuse, il est préconisé de changer régulièrement de diagonal au trot enlevé. Pour cela, le cavalier peut soit s'assoir deux temps de suite, soit s'enlever deux temps de suite.
Cependant, un cavalier confirmé, du fait de son expérience et ses sensations mieux entraînée, sentira fréquemment une différence de locomotion de son cheval en fonction qu'il trotte sur un diagonal ou sur un autre. Les chevaux n'ont pas des allures complètement régulières. Sans parler de boiteries, il pourra s'agir de légères gênes, de fatigues, de débuts d'arthrose qu'il conviendra de ne pas aggraver en trottant le plus souvent sur le diagonal le plus fort.
D'une façon générale, grâce à sa fine perception de la locomotion équine, le cavalier confirmé cherchera toujours la position la moins gênante possible pour sa monture.

#### Trotter sur le «bon diagonal»
Dans toutes les écoles d'équitation, on apprend à trotter sur le bon pied ou sur le bon diagonal : 
- En France et dans beaucoup de pays on considère que pour être sur le bon diagonal, il faut trotter sur le diagonal extérieur, c’est-à-dire l’antérieur situé du côté du mur et le postérieur intérieur. De cette manière, le cavalier est en l’air lorsque l’antérieur extérieur et le postérieur intérieur sont en l’air, puis assis lorsque l’antérieur intérieur et le postérieur extérieur sont en l’air. Cette méthode a l'avantage de rééquilibrer le cheval dans les courbes.
- En Allemagne la tendance est de trotter sur le diagonal intérieur. Cette méthode a l'avantage de permettre une action de jambe intérieure plus efficace quand le postérieur intérieur est au soutien, ce qui favorise son engagement et par conséquent l'incurvation du cheval.

Lorsque l'on trotte enlevé, il est important de changer régulièrement de diagonal pour ne pas muscler le cheval de façon inégale et éviter de fatiguer plus un bipède que l'autre.

### Le trot en équilibre
Au trot en équilibre, le cavalier est en appui constant sur ses étriers, ses fesses ne touchant pas la selle. Cette position est de plus en plus employée dans les courses de trot monté car cela libère le dos du cheval qui peut ainsi mieux allonger ses foulées pour gagner en vitesse.

### Le trot arabe
Le cavalier se tient debout dans ses étriers, le corps droit (vertical).
Remarque : Une variante du trot arabe peut être utilisée comme exercice de mise en selle pour le saut d'obstacles. Le cavalier, chaussé longueur obstacle, se dresse sur ses pointes de pieds dans les étriers, le corps très droit. Après quelques foulées de trot dans cette position, il se rassoie doucement dans sa selle en faisant fonctionner toutes les articulations des jambes, notamment les chevilles.
Le trot canadien comporte un temps assis et deux temps debout. Largement pratiqué au Canada (notamment sur de longues distances), il  présente l'avantage de ne pas fatiguer un seul diagonal puisqu'on trotte alternativement sur l'un et l'autre.